# مجلس مرشدات سورينام
مجلس مرشدات سورينام هو المنظمة الإرشادية الوطنية في سورينام. أصبحت المنظمة عضوا منتسبا في الرابطة العالمية للمرشدات وفتيات الكشافة في عام 1972. المنظمة للفتيات فقط وتحوي 308 عضوا (اعتبارا من عام 2015).